# William Le Pogam
William Le Pogam (Hyères, 3 marzo 1993) è un calciatore francese, difensore dell'Yverdon.

## Palmarès

### Club

#### Competizioni nazionali
- Promotion League: 1

Yverdon: 2020-2021
- Challenge League: 1

Yverdon: 2022-2023